# Jak jsem se přestal bát
Jak jsem se přestal bát (Česká televize vydala původně pod názvem Jak jsem se přestal bát aneb Legalizace hazardu ve Springfieldu, anglicky $pringfield (Or, How I Learned to Stop Worrying and Love Legalized Gambling)) je 10. díl 5. řady (celkem 91.) amerického animovaného seriálu Simpsonovi. Scénář napsali Bill Oakley a Josh Weinstein a díl režíroval Wesley Archer. V USA měl premiéru dne 16. prosince 1993 na stanici Fox Broadcasting Company a v Česku byl poprvé vysílán 2. června 1995 na stanici ČT1.

## Děj
Starosta Quimby na radnici navrhuje, jak zlepšit upadající ekonomiku Springfieldu. Ředitel Skinner navrhne, aby město zlegalizovalo hazardní hry, které by omladily jeho ekonomiku; všem, včetně časté odpůrkyně Marge, se tento nápad líbí. Pan Burns a starosta Quimby spolupracují na vybudování kasina, kde je Homer najat jako krupiér blackjacku. Burns kasino sám navrhne a jeho neonový nápis zdobí jeho podobizna na těle mořské panny. 
Při čekání na konec Homerovy směny najde Marge na podlaze kasina čtvrťák a použije ho ke hře na automatu. Když vyhraje, okamžitě se stane závislou na hazardních hrách. Bart je příliš mladý na to, aby hrál v Burnsově kasinu, a tak si založí vlastní kasino ve svém domku na stromě a podvede Roberta Gouleta. Burns díky svému kasinu ještě více zbohatne, ale jeho vzhled a duševní stav se zhorší a začne se podobat Howardu Hughesovi. Rozvíjí se u něj paranoia a hluboký strach z mikroskopických zárodků, močí do sklenic a na nohou nosí místo bot krabice od kapesníků. 
Marge tráví veškerý čas v kasinu a zanedbává svou rodinu. Nevšimne si, když se Maggie odplazí od hracích automatů a málem ji rozsápe bílý tygr z cirkusového představení Guntera a Ernsta. Zapomene Líze pomoci s přípravou kostýmu na zeměpisnou soutěž a donutí ji obléknout si kostým, který špatně navrhl její otec a jenž spočívá v tom, že ji Homer přilepí mezi dvě pěnové matrace, přičemž na přední straně je slovo „Florida“ napsáno chybně jako „Floreda“. Homer vtrhne do kasina a hledá Marge. Bezpečnostní kamery zachytí jeho řádění, což Burnse přiměje degradovat ho na jeho starou práci v elektrárně. Když si Burns uvědomí, jak moc mu elektrárna chybí, rozhodne se do ní vrátit. Když Homer konfrontuje Marge s jejím chováním, uvědomí si, že má problém s hazardem. Když však odcházejí, Homer toto odhalení bere jako způsob, jak odvést kritiku od svého vlastního pochybného chování tím, že poukáže na její závislost na hazardních hrách. 
Líza vyhraje zvláštní cenu v zeměpisné soutěži, protože Homerův špatný návrh kostýmu vyvolá u porotců dojem, že to všechno udělala sama. Ralph dostane stejnou cenu za svůj primitivní kostým: vzkaz přilepený na košili s nápisem „Idaho“.

## Produkce
Epizodu napsali Bill Oakley a Josh Weinstein a režíroval ji Wes Archer. Příběh dílu vznikl na základě novinového článku, který Oakley a Weinstein našli o městě v Mississippi, které zavádělo říční hazard. Oakley uvedl, že další inspirací pro vznik epizody bylo to, že nebylo mnoho epizod o Springfieldu jako celku a o tom, jak je město „mizerné“, a proto zaplnili celé první dějství scénami, které ukazovaly, jak je Springfield „mizerný a ponurý“. Oakleymu se obzvláště líbila animace světel uvnitř kasina na hracích automatech a lamp na stropě. Jejich „způsob vyzařování“ ho vždycky udivoval. Archer, jenž režíroval animaci epizody, si také myslel, že se povedla. Světla pro ně tehdy bylo obzvlášť obtížné animovat, protože seriál byl animován tradičně na celcích, takže Archer byl s výsledkem spokojen. Vymazaná scéna z epizody ukazuje Homera, jak rozdává karty Jamesi Bondovi. Štábu se scéna líbila, a tak se ji rozhodli zařadit do klipové Slavnostní epizody.
Krátce se v dílu vyskytovala jiná podzápletka, která se točila kolem řetězce restaurací Planet Hollywood. Groeningovi bylo mluvčím řečeno, že pokud do Simpsonových umístí Planet Hollywood, budou tvůrci restaurace Arnold Schwarzenegger, Bruce Willis a Sylvester Stallone souhlasit s tím, že v pořadu vystoupí jako hosté. Scenáristy Simpsonových to nadchlo, a tak do epizody napsali novou podzápletku, v níž se Planet Hollywood a tito tři herci objevili. Z neznámých důvodů se však v dílu nemohli objevit a místo nich v ní hostovali Gerry Cooney a Robert Goulet, kteří ztvárnili sami sebe. Výkonný producent David Mirkin si režírování Gouleta užíval, protože byl „takový dobrý sportovec“ a měl „skvělý smysl pro humor“. Oakley považoval za hezké, že si Goulet byl ochoten udělat v epizodě legraci sám ze sebe, což bylo v té době u hostujících hvězd v Simpsonových vzácné. V této epizodě se poprvé objevili Gunter a Ernst, kouzelníci z kasina ve stylu Siegfrieda a Roye, kteří jsou napadeni svým bílým tygrem Anastázií. Deset let po prvním odvysílání tohoto dílu byl Roy Horn napaden jedním z bílých tygrů této dvojice. Produkční tým Simpsonových odmítl novost této předpovědi s tím, že se to „dříve či později musí stát“. V této epizodě se také poprvé objevuje bohatý Texasan, kterého Homer nazývá senátorem.

## Kulturní odkazy
Název je odkazem na film Dr. Divnoláska aneb Jak jsem se naučil nedělat si starosti a mít rád bombu, k němuž složil hudbu Laurie Johnson. Dvě z jeho písní, „Happy-go-lively“ a „Rue de la park“, se vyskytují na začátku dílu. Burnsova postel vypadá podobně jako ta, kterou obývá postava Davea Bowmana v podání Keira Dullea v závěru filmu 2001: Vesmírná odysea z roku 1968. V kasinu se objeví Dustin Hoffman a Tom Cruise, aby si zopakovali své role z filmu Rain Man z roku 1988, ačkoli Cruise nemluví. Na Homera udělají dojem schopnosti počítání karet muže, který se podobá Raymondu Babbittovi, Hoffmanově postavě ve filmu. Krustyho půlnoční show se podobá albu Billa Cosbyho For Adults Only z roku 1971, které bylo nahráno v kasinu o půlnoci. Marge také připomene Homerovi, že jeho životním snem bylo stát se soutěžícím v televizním pořadu The Gong Show.
Burnsova paranoidní posedlost bakteriemi a čistotou a jeho odmítání opustit ložnici, jakmile se kasino otevře, paroduje amerického magnáta Howarda Hughese, který trpěl obsedantně-kompulzivní poruchou a v pozdějších letech se věnoval podnikání v kasinech. Absurdně malé dřevěné letadlo, které Burns v epizodě vyrobí, je parodií na Hughesovo neprakticky obrovské dřevěné letadlo. Homer paroduje scénu z filmu Čaroděj ze země Oz z roku 1939, kdy Strašák demonstruje svou nově nabytou inteligenci tím, že nesprávně odříká větu, kterou se řídí délky stran rovnoramenného trojúhelníku. Na rozdíl od filmu někdo správně upozorní, že odrecitovaná Pythagorova věta platí pouze pro pravoúhlé trojúhelníky, nikoliv pro rovnoramenné trojúhelníky.

## Přijetí

### Kritika
Po odvysílání epizoda získala od televizních kritiků převážně pozitivní hodnocení. Colin Jacobson z DVD Movie Guide se vyjádřil, že „tato vynikající epizoda obsahuje překvapivé množství souběžných zápletek. Homer také pracuje v kasinu a snaží se postarat o rodinu bez Marge. Obratně je vyvažuje a cestou poskytuje skvělou zábavu.“ Adam Suraf z Dunkirkma.net díl označil za třetí nejlepší epizodu řady. Pochválil také jeho kulturní odkazy. Autoři knihy I Can't Believe It's a Bigger and Better Updated Unofficial Simpsons Guide, Warren Martyn a Adrian Wood, napsali: „Je tu krásná narážka na dřívější díly, v nichž Marge protestuje proti zaječím nápadům občanů na zasedání rady. Spíše série bizarních momentů než příběh – obzvláště se nám líbí Homerova fotografická paměť a propad pana Burnse do šílenství – ale skvělá zábava.“. Patrick Bromley z DVD Verdictu udělil epizodě známku A a Bill Gibron z DVD Talk ji ohodnotil známkou 4 z 5. Díl je 11. nejoblíbenější epizodou seriálu Sarah Culpové z The Quindecim a jedním z nejoblíbenějších dílů Lese Winana z Box Office Prophets. Scéna z epizody, v níž se bývalý ministr zahraničí Spojených států Henry Kissinger setkává s Burnsem, byla zahrnuta do dokumentárního filmu The Trials of Henry Kissinger z roku 2002.

### Sledovanost
V původním americkém vysílání skončil díl v týdnu od 13. do 19. prosince 1993 na 35. místě ve sledovanosti s ratingem Nielsenu 11,7, sledovalo jej 11 milionů domácností. Epizoda byla v tomto týdnu nejlépe hodnoceným pořadem na stanici Fox.